# Leonid Vandevski
Leonid Vandevski (mazedonisch Леонид Вандевски; * 4. Juni 2000) ist ein nordmazedonischer Leichtathlet, der im Mittel- und Langstreckenlauf sowie im Hindernislauf an den Start geht.

## Sportliche Laufbahn
Erste internationale Erfahrungen sammelte Leonid Vandevski im Jahr 2021, als er bei den U23-Europameisterschaften in Tallinn mit 9:48,69 min im Vorlauf über 3000 m Hindernis ausschied. Im Jahr darauf belegte er bei den Balkan-Meisterschaften in Craiova in 9:16,25 min den achten Platz, ehe er bei den U23-Mittelmeer-Meisterschaften in Pescara in 9:17,03 min auf den achten Platz gelangte. Im Dezember lief er bei den Crosslauf-Europameisterschaften in Turin nach 27:26 min auf dem 77. Platz im U23-Rennen ein. 2023 wurde er bei der 3. Liga der Team-Europameisterschaft im Rahmen der Europaspiele in Chorzów in 4:00,71 min Siebter im 1500-Meter-Lauf und gelangte mit 9:50,22 min auf Rang sechs im Hindernislauf. Anschließend belegte er bei den Balkan-Meisterschaften in Kraljevo in 4:00,26 min den fünften Platz über 1500 Meter und gelangte mit 9:15,12 min auf Rang acht über 3000 m Hindernis. Im Jahr darauf belegte er bei den Balkan-Meisterschaften in Izmir in 9:16,04 min den siebten Platz im Hindernislauf.
In den Jahren 2021, 2023 und 2024 wurde Vandevski nordmazedonischer Meister im 3000-Meter-Hindernislauf sowie 2023 auch über 1500 Meter und 2024 über 5000 Meter.

## Persönliche Bestleistungen
- 1500 Meter: 3:57,87 min, 8. Juli 2023 in Skopje
- 3000 Meter: 8:42,28 min, 3. Juni 2023 in Regensburg
  - 3000 Meter (Halle): 8:37,01 min, 17. Januar 2024 in Belgrad
- 5000 Meter: 15:31,56 min, 23. Mai 2021 in Skopje
- 3000 m Hindernis: 9:13,73 min, 11. Mai 2024 in Karlsruhe